# Trilogía Kuroshakai
La trilogía Kuroshakai (en japonés: 黒社会三部作, Kuro-shakai Sanbusaku?) es una serie de películas dirigidas por el cineasta japonés Takashi Miike que involucran tríadas chinas y yakuzas japonesas. El término kuro-shakai es una palabra japonesa que significa literalmente ‘sociedad negra’ o inframundo, por lo que esta serie también se conoce como trilogía Black Society o Black Triad. 
La serie incluye tres películas separadas, sin que sus tramas se entrecrucen. Cada una se estrenó con dos años de diferencia entre, 1995 y 1999. Tomorowo Taguchi tiene un papel destacado en las tres películas, aunque como un personaje diferente en cada una.

## Películas
| Año  | Título inglés          | Título japonés                                                             | Traducción                                          | Guion         |
| ---- | ---------------------- | -------------------------------------------------------------------------- | --------------------------------------------------- | ------------- |
| 1995 | Shinjuku Triad Society | 新宿 黒社会 チャイナ マフィア 戦争 Shinjuku Kuroshakai: Chaina Mafia Sensō | Inframundo de Shinjuku: La guerra de la mafia china | Ichirō Fujita |
| 1997 | Rainy Dog              | 極道 黒社会 PRAINY DOG Gokudō Kuroshakai: Rainy Dog                        | Inframundo criminal: Perro lluvioso                 | Seigo Inoue   |
| 1999 | Ley Lines              | 日本 黒社会 LEY LINES Nihon Kuroshakai: Ley Lines                          | Inframundo de Japón: Líneas Ley                     | Ichiro Ryu    |

## Características de la trilogía
La trilogía Kuroshakai no es una trilogía perfecta, al igual que Dead or Alive, ya que las tres películas solo están conectadas por la presencia del actor Tomorowo Taguchi. Las tramas son diferentes entre sí y tratan de hombres y mujeres desarraigados de su patria, sea China o Japón, empleados por la Tríada china o la Yakuza .

### Shinjuku Triad Society
La primera película de la trilogía está ambientada en el distrito de Shinjuku y cuenta la historia de un policía corrupto de origen chino que, investigando los asesinatos encargados por un jefe taiwanés, descubre que su hermano abogado está involucrado en una operación de tráfico de órganos que desencadena una guerra entre la policía y criminales

### Rainy Dog
La segunda película de la trilogía está ambientada en Taipéi y trata sobre un yakuza japonés exiliado obligado a trabajar como asesino a sueldo para la Tríada local. Una mujer le confía un niño mudo, alegando que es su hijo. El niño comienza a seguir al hombre, que conoce a una prostituta china y así crea una especie de familia.
El triángulo policía-hermano-criminal de la película anterior se traduce aquí en estos tres personajes, mientras la lluvia incesante recuerda la atmósfera decadente del barrio de Shinjuku.

### Ley Lines
Con la tercera película de la trilogía, Takashi Miike dijo que quería traer a sus personajes de regreso a Shinjuku, recordando su pasado. Así, la película cuenta la historia de tres chicos de origen chino que sueñan con irse de Japón a Brasil. Para entrar ilegalmente en el país sudamericano, los tres se ven obligados a trabajar para el mafia y conocer a una prostituta que se une a ellos.

## Recepción
Grady Hendrix de The New York Sun escribió que "las tres películas vagamente relacionadas que componen ésta trilogía son el trabajo de un director socialmente comprometido".
Jasper Sharp del British Film Institute comentó que las películas de trilogía "se consideran como unas de sus mejores" con "un ritmo rápido, una puesta en escena innovadora y un enfoque hiperbólico de la violencia sobre pantalla".

## Lanzamiento
En 2017, Arrow Video, editó una versión en DVD y Blu-ray llamada Black Society Trilogy, que reúne las tres películas, además de contener múltiples extras.